# Sven Vermant
Sven Vermant (ur. 4 kwietnia 1973 w Lier) – piłkarz belgijski grający na pozycji defensywnego pomocnika.

## Kariera klubowa
Vermant jest wychowankiem KV Mechelen. W 1992 roku zadebiutował w Eerste Klasse, a rok później zaliczył 20 spotkań ligowych. Grając w Mechelen został zauważony przez szkoleniowca Club Brugge, Hugo Broosa i latem 1993 przeszedł do tego klubu. Szybko wywalczył sobie miejsce w podstawowym składzie. W 1994 roku został wicemistrzem Belgii, a w 1995 roku zajął 3. miejsce w Jupiler League (zdobył 12 goli w lidze), a także zdobył Puchar Belgii. W 1996 roku pierwszy raz w karierze wywalczył mistrzostwo Belgii, a do tego sukcesu dołożył także swój drugi krajowy puchar. W 1997 roku został wicemistrzem Belgii, a w 1998 roku - mistrzem. W kolejnych dwóch sezonach prezentował wysoką skuteczność - kolejno 14 goli w sezonie 1999/2000 i 13 w sezonie 2000/2001. W latach 1999–2001 trzykrotnie z rzędu zajmował drugie miejsce w Jupiler League.
Latem 2001 Vermant przeszedł do niemieckiego Schalke 04 Gelsenkirchen, gdzie stał się kolejnym Belgiem w składzie obok Marca Wilmotsa, Nico Van Kerckhovena i Émile'a Mpenzy. W Bundeslidze zadebiutował 21 sierpnia w wygranym 3:1 domowym meczu z Hansą Rostock. W Schalke dość często grał w wyjściowej jedenastce i zaliczał ponad 20 spotkań na sezon. W 2002 roku zdobył Puchar Niemiec, a w 2005 roku wywalczył wicemistrzostwo kraju. Dotarł też po raz drugi do finału krajowego pucharu, jednak Schalke uległo w nim 1:2 Bayernowi Monachium.
W lipcu 2005 Vermant wrócił do Club Brugge, które zapłaciło za niego 250 tysięcy euro. W 2006 roku zajął z Brugge 3. miejsce w lidze. W 2007 roku zdobył z nim kolejny Puchar Belgii, dzięki zwycięstwu 1:0 w finale ze Standardem Liège. 9 grudnia 2007 w meczu przeciwko KSV Roeselare (1:2) rozegrał swój oficjalny mecz nr 400 w barwach Brugge (obecnie zajmuje 9. miejsce na klubowej liście wszech czasów). W 2008 roku Vermant odszedł do amatorskiego klubu FC Knokke.
| Sezon   | Klub          | Kraj   | Rozgrywki     | Mecze | Bramki |
| ------- | ------------- | ------ | ------------- | ----- | ------ |
| 1991/92 | KV Mechelen   | Belgia | Eerste Klasse | 1     | 0      |
| 1992/93 | KV Mechelen   | Belgia | Eerste Klasse | 20    | 4      |
| 1993/94 | Club Brugge   | Belgia | Eerste Klasse | 21    | 5      |
| 1994/95 | Club Brugge   | Belgia | Eerste Klasse | 31    | 12     |
| 1995/96 | Club Brugge   | Belgia | Eerste Klasse | 31    | 6      |
| 1996/97 | Club Brugge   | Belgia | Eerste Klasse | 26    | 4      |
| 1997/98 | Club Brugge   | Belgia | Eerste Klasse | 30    | 6      |
| 1998/99 | Club Brugge   | Belgia | Eerste Klasse | 31    | 7      |
| 1999/00 | Club Brugge   | Belgia | Eerste Klasse | 32    | 14     |
| 2000/01 | Club Brugge   | Belgia | Eerste Klasse | 33    | 13     |
| 2001/02 | FC Schalke 04 | Niemcy | Bundesliga    | 28    | 0      |
| 2002/03 | FC Schalke 04 | Niemcy | Bundesliga    | 23    | 4      |
| 2003/04 | FC Schalke 04 | Niemcy | Bundesliga    | 25    | 2      |
| 2004/05 | FC Schalke 04 | Niemcy | Bundesliga    | 22    | 0      |
| 2005/06 | Club Brugge   | Belgia | Eerste Klasse | 32    | 1      |
| 2006/07 | Club Brugge   | Belgia | Eerste Klasse | 27    | 3      |
| 2007/08 | Club Brugge   | Belgia | Eerste Klasse | 13    | 1      |
| 2008/09 | FC Knokke     | Belgia | ?             |       |        |

## Kariera reprezentacyjna
W reprezentacji Belgii Vermant zadebiutował 7 października 1995 roku w wygranym 2:0 spotkaniu z Armenią rozegranym w ramach eliminacji do Euro 96. W 2002 roku znalazł się w kadrze Belgów na Mistrzostwa Świata 2002. Na tym turnieju był rezerwowym i zagrał tylko w zremisowanym 1:1 spotkaniu z Tunezją. Karierę reprezentacyjną zakończył w 2004 roku. W kadrze narodowej wystąpił 18 razy.